# Acide sulfinique

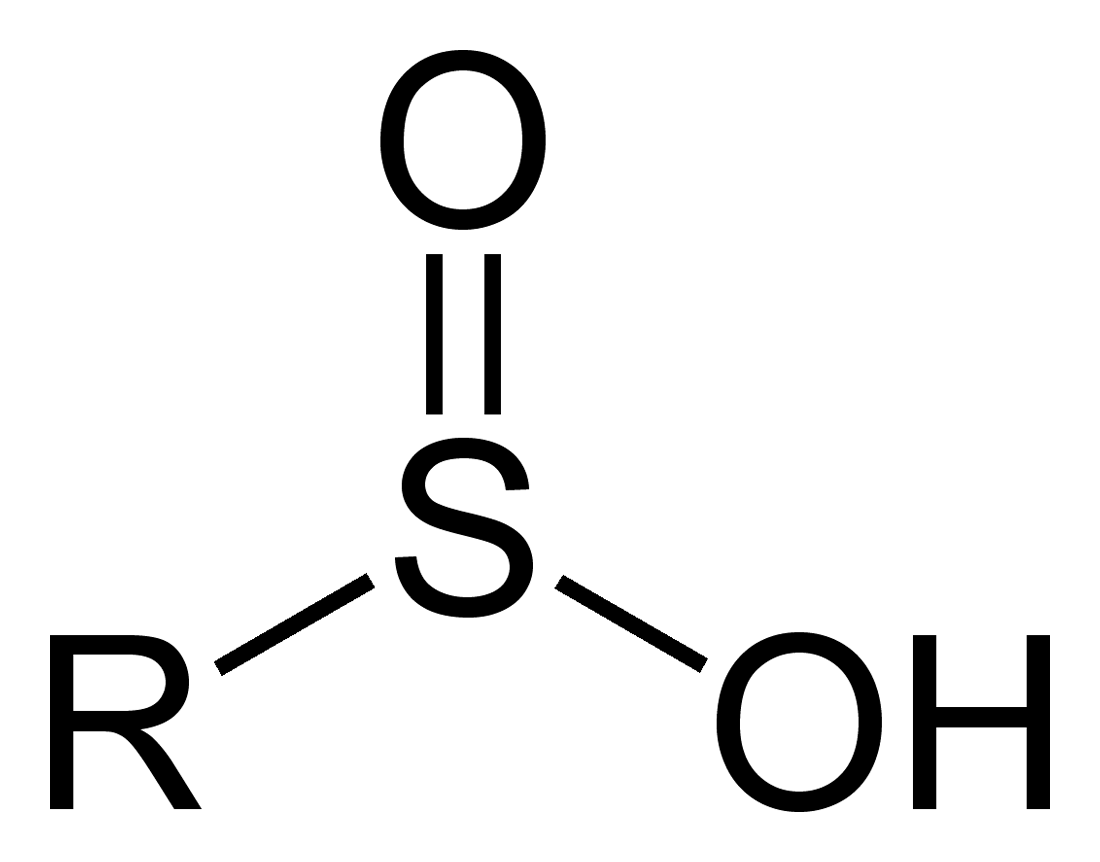
Structure de l'acide sulfinique

Un acide sulfinique est un acide sulfuré portant le groupe fonctionnel –SO2H. Ce groupe présente une configuration semblable à celle du groupe carboxyle. Toutefois, la configuration spatiale n'est pas la même : alors que le groupe carboxylique forme un plan, le groupe sulfinyle est chiral du fait d'un doublet non liant sur le soufre. De plus, le groupe sulfinyle a un pKa d'environ 1 à 2, contrairement à celui du groupe carboxyle qui est d'environ 4.
Les acides sulfiniques sont des composés relativement instables et ont tendance à se dissocier avec perte d'eau en S-esters d'acides thiosulfoniques et en acide sulfonique. Certains acides se décomposent dès qu'ils sont formés tel l'acide benzo-1,3-thiazole-2-sulfinique.

## Synthèse
- Réduction des halogénures de sulfonyles[1]

C'est la voie la plus utilisée depuis de nombreuses années. L'halogénure réagit avec un réducteur tel que la poussière de zinc, le fer dans une solution alcaline ou le sulfite de sodium.
2 R–SO2Cl + 2 Zn → (R–SO2)2Zn + ZnCl2 ;
(R–SO2)2Zn + Na2CO3 → 2 R–SO2Na + ZnCO3.
Une acidification à l'aide de l'acide sulfurique ou de l'acide chlorhydrique permet ensuite la formation de l'acide sulfinique correspondant.
- Oxydation des thiols[1]

L'oxydation des thiols permet d'obtenir également par voie directe le groupe sulfinyle sur le composé désiré.
R–SH (+ oxydant) → R–SOH (+ oxydant) → R–SO2H.
Des oxydants tels que le permanganate de potassium, l'acide m-chloroperbenzoïque, l'air ou l'anion superoxyde sont utilisés pour ce type de synthèse.
- Condensation du dioxyde de soufre avec des organométalliques[1].

La réaction de Grignard suivie de la réaction avec le dioxyde de soufre permet la synthèse de beaucoup de composés soufrés et est donc particulièrement utilisée pour la synthèse des composés sulfinyles.
R–X (+ Mg) → R–MgX (+ SO2) → (R–SO2)2Mg (+ H+) → R–SO2H
Toutefois de nombreuses réactions parallèles sont reportées.